# Nivo krvnog šećera
Nivo krvnog šećera, koncentracija krvnog šećera, ili nivo krvne glukoze je količina glukoze prisutne u krvi ljudi i drugih životinja. Glukoza je jednostavni šećer i približno 4 grama glukoze je stalno prisutno u krvi čoveka sa 70 kg (150 lb). Telo strogo reguliše nivoe glukoze u krvi u okviru metaboličke homeostaze. Glukoza se skladišti u telesnim mišićima i ćelijama jetre u vidu glikogena; kod osoba koje su postile, krvna glukoza se održava na konstantnom nivou na račun glikogenskih zaliha u jetri i telesnim mišićima.
Kod ljudi, glukoza je primarni izvor energije, i kritična je za normalnu funkciju brojnih tkiva, a posebno ljudskog mozga, koji konzimara približno 60% krvne glukoze kod individua u mirovanju koje su postile. Glukoza može da bude transportovana iz creva ili jetre do drugih tkiva u telu putem krvotoka. Unos ćelijske glukoze se prvenstveno reguliše pomoću insulina, hormona koji proizvodi pankreas.
Nivoi glukoze su obično najniži ujutro, pre prvog obroka, i oni rastu nakon obroka tokom jednog ili dva sata za nekoliko milimola.
Nivoi krvnog šećera izvan normalnog opsega mogu da budu indikator medicinskog stanja. Perzistentno visok nivo se naziva hiperglikemijom; dok se niski nivoi nazivaju hipoglikemijom. Šećerna bolest se karakteriše perzistentnom hiperglikemijom usled nekoliko mogućih uzročnika, i to je najprominentnija bolest vezana za zatajenje regulacije krvnog šećera. Postoji nekoliko različitih metoda testiranja i merenja nivoa krvnog šećera.
Konzumiranje alkohola uzrokuje inicijalni porast nivoa krvnog šećera, i kasnije ima tendenciju uzrokovanja opadanja nivoa. Isto tako, pojedini lekovi povećavaju ili snižavaju nivoe glukoze.

## Jedinice
Međunarodni standardni način merenja nivoa glukoze u krvi je u vidu molarne koncentracije, izražene u mmol/L (milimolima po litru; ili milimolarno, mM). U Sjedinjenim Državama, Nemačkoj i nizu drugih zemalja masena koncentracija se izražava u mg/dL (miligrama po decilitru).
Pošto je molekulska masa glukoze 180 (C6H12O6), razlika između dve jedinice je za faktor od 18, tako da je 1  glukoze ekvivalentan sa 18 .

## Literatura
- Henry, John Bernard (2001). Clinical diagnosis and Management by Laboratory Methods (20th изд.). Philadelphia: Saunders. ISBN 0721688640.
- Levine R (1986). „Monosaccharides in Health and Disease”. Annu. Rev. Nutr. 6: 211—24. doi:10.1146/annurev.nu.06.070186.001235.
- Röder PV, Wu B, Liu Y, Han W (2016). „Pancreatic Regulation of Glucose Homeostasis”. Exp. Mol. Med. 48 (3, March): e219—. PMC 4892884 . PMID 26964835. doi:10.1038/emm.2016.6.

## Spoljašnje veze
- Glucose (blood, serum, plasma): analyte monograph – The Association for Clinical Biochemistry and Laboratory Medicine